# Мигулинский клад
Мигулинский клад — собрание драгоценных предметов, обнаруженное в 1864 году в 14 км от станицы Мигулинской, в настоящее время Ростовская область, Россия.

## Описание
В клад входили браслет из золота, золотой венок с подвесками на цепочках, куски серебряного кувшина и ёмкость из бледного золота шарообразной формы с ручкой в форме животного похожего на кошку, украшенной розовыми кораллами и бирюзой. На шейке ёмкости пояс из треугольных и ромбических гнёзд для эмали, которая не сохранилась. На бортике выгравирована надпись на греческом языке: «Ксебанока. Тарулас делал. Золота 48». Имена (владельца и автора изделия соответственно), по всей вероятности, сарматские, похожи на сарматские надписи Боспора римской эпохи, что свидетельствует о местном происхождении ёмкости. По характеристикам символов надпись датируется I—II вв. н. э. Мигулинский клад — типичный пример сарматской культуры. В передаче животного на ёмкости есть сходство с восточным (т. н. сибирским) искусством. Золотая ёмкость, найденная с кладом, сберегается в Государственном Историческом музее в Москве, остальные артефакты — в Эрмитаже, Санкт-Петербург.